# Richard Balint
Richard Balint (8 de noviembre de 2002) es un baloncestista checo que mide 1,92 metros de altura y se desempeña como base en el BC Brno de la Národní Basketbalová Liga.

## Trayectoria
Es un jugador formado en el BC Brno con el que debutaría en la temporada 2020-21 en la Národní Basketbalová Liga.
En el conjunto checo jugaría durante tres temporadas y en la temporada 2022-23, sería incluido en el equipo del all-star de la Národní Basketbalová Liga.
El 4 de agosto de 2023, firma por el Club Baloncesto Lucentum Alicante de la Liga LEB Oro.
El 5 de septiembre de 2024, regresa al BC Brno de la Národní Basketbalová Liga.

## Selección nacional
En 2022, con apenas 19 años debuta con la Selección de baloncesto de la República Checa.